# 埃姆兰
埃姆兰（法語：Emmerin，法語發音：[ɛmʁɛ̃]）是法国上法蘭西大區北部省的一个市镇，位于该省中部，属于里尔区和里尔欧洲都会区。

## 地理
埃姆兰（50°35'36"N, 3°0'6"E）面积4.91 平方千米，位于法国上法蘭西大區北部省，该省份为法国最北部的省份及最长的省份，西北濒北海，西接加来海峡省，南至埃纳省和索姆省，东与比利时接壤。
与埃姆兰接壤的市镇（或旧市镇、城区）包括：欧布尔丹、瓦蒂尼、洛斯、努瓦耶勒莱瑟克兰、乌普兰-昂夸讷。
埃姆兰的时区为UTC+01:00、UTC+02:00（夏令时）。

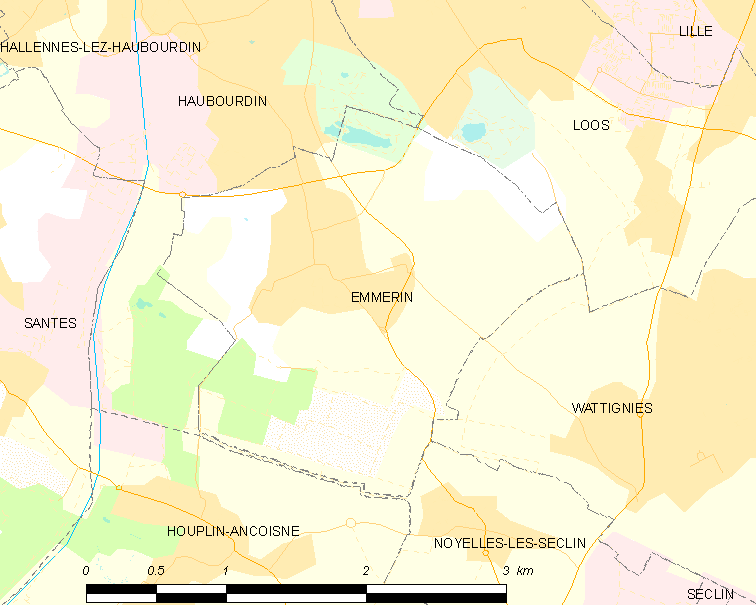
埃姆兰的OSM定位图

## 行政
埃姆兰的邮政编码为59320，INSEE市镇编码为59193。

## 政治
埃姆兰所属的省级选区为法什-蒂梅尼勒县。

## 人口

1962-2008年间埃姆兰人口变化图示

埃姆兰于2022年1月1日时的人口数量为3026人。